# Torri del Benaco
Torri del Benaco és un comune (municipi) de la província de Verona, a la regió italiana del Vèneto, situat a uns 130 quilòmetres a l'oest de Venècia i a uns 30 quilòmetres al nord-oest de Verona.
A 1 de gener de 2020 la seva població era de 3.071 habitants.
Torri del Benaco limita amb els següents municipis: Brenzone, Costermano, Garda, Gardone Riviera, Gargnano, Salò, San Felice del Benaco, San Zeno di Montagna i Toscolano-Maderno.